# Ловечка област
Ловечка област (буг. Област Ловеч) се налази у северном делу Бугарске. Ова област заузима површину од 4.128,8 km² и има 167.931 становника. Административни центар Ловечке области је град Ловеч.

## Списак насељених места у Ловечкој области
Градови су подебљани

### Општина Априлци
Велчево,
Драшкова Пољана,
Априлци,
Скандалото,
Черневото

### Општина Јабланица
Батулци,
Брестница,
Гољама Брестница,
Добревци,
Дабравата,
Златна Панега,
Мали Извор,
Орешене,
Јабланица

### Општина Летница
Горско Сливово,
Крушуна,
Крпачево,
Летница

### Општина Ловеч
Абланица,
Александрово,
Баховица,
Брестово,
Балгарене,
Владиња,
Горан,
Горно Павликене,
Гостиња,
Деветаки,
Дојренци,
Дренов,
Дабрава,
Изворче,
Јоглав,
Казачево,
Какрина,
Лешница,
Лисец,
Ловеч,
Малиново,
Прелом,
Пресјака,
Скобелево,
Славјани,
Слатина,
Сливек,
Смочан,
Соколово,
Стефаново,
Радјувене,
Тепава,
Умаревци,
Хлевене,
Чавдарци

### Општина Луковит
Бежаново,
Беленци,
Дерманци,
Дабен,
Карлуково,
Торос,
Луковит,
Петревене,
Пештерна,
Румјанцево,
Тодоричене,
Аглен

### Општина Тетевен
Брезово,
Балгарски Извор,
Бабинци,
Васиљово,
Галата,
Глогово,
Гложене,
Гољам Извор,
Горното Село,
Градежница,
Дивчовото,
Лозето,
Мала Жељазна,
Рибарица,
Тетевен,
Черни Вит

### Општина Тројан
Балабанско,
Балканец,
Бели Осам,
Белиш,
Борима,
Врабево,
Гољама Жељазна,
Горно Трапе,
Гумоштник,
Дебнево,
Добродан,
Далбок Дол,
Калејца,
Ломец,
Орешак,
Патрешко,
Старо Село,
Терзијско,
Тројан,
Черни Осам,
Чифлик,
Шипково

### Општина Угрчин
Голец,
Драгана,
Каленик,
Катунец,
Кирчево,
Лесидрен,
Микре,
Орљане,
Славштица,
Сопот,
Угрчин